# Rudy D'Amico
Rudy D'Amico (nacido el 18 de agosto de 1940 en Nueva York, USA) es un exentrenador de baloncesto estadounidense, que fue campeón de Europa en el año 1981 con el Maccabi Tel Aviv.

## Trayectoria
- Maccabi Tel Aviv (1980-1981)
- Pallacanestro Brindisi (1981-1982)
- Pallacanestro Trieste (1982-1983)
- Fortitudo Bologna (1983)
- CB Zaragoza (1984-1985)
- Pallacanestro Firenze  (1985-1990)
- Associazione Pallacanestro Udinese  (1991-1992)
- Montecatini S.C. (1998)
- Scaligera Verona  (1998-1999)

## Palmarés
- Copa de Europa: 1

Maccabi Tel Aviv:   1981.
- Copa Intercontinental: 1

Maccabi Tel Aviv: 1980
- Copa de Israel: 1

Maccabi Tel Aviv: 1981